# Ceraticelus paschalis
Ceraticelus paschalis là một loài nhện trong họ Linyphiidae.
Loài này thuộc chi Ceraticelus. Ceraticelus paschalis được Crosby & Bishop miêu tả năm 1925.